# Гонсалес, Кристо
Кристофо́ро Рамо́н Гонса́лес Пе́рес, более известный как Кри́сто (исп. Cristophoro 'Cristo' Ramón González Pérez; род. 24 октября 1997[…], Санта-Крус-де-Тенерифе), — испанский футболист, нападающий португальского клуба «Арока».

## Юные годы
Кристо — воспитанник кантеры «Тенерифе» (клуб из одноимённого острова в составе Канарского архипелага).

## Клубная карьера

### «Тенерифе»
Свою профессиональную карьеру Кристо начал в 2014 году, когда присоединился к резервной команде, выступавшей в Терсере. Свой первый матч в Сегунде за главную команду он сыграл 24 августа того же года против «Понферрадины», выйдя на замену вместо Гуаррочены на 62-й минуте. А свой первый гол забил 31 января 2015 года в ворота «Альбасете».

### «Реал Мадрид»
25 июля 2017 года «Реал Мадрид» объявил о подписании Кристо. Тогда же футболист был отправлен в «Кастилью», где провёл 35 игр, забив 11 голов.
За основную команду дебютировал 31 октября 2018 года в матче 1/16 финала Кубка Короля против «Мелильи». Кристо заменил Асенсио на 83-й минуте, а уже в добавленное время сумел отличиться, установив счёт 0:4 в пользу «бланкос».

### «Удинезе»
19 июля 2019 года Гонсалес подписал пятилетний контракт с итальянским «Удинезе». Однако, 13 августа футболист вернулся на родину, присоединившись к «Уэска» на правах аренды.
Первый матч в составе «Удинезе» Гонсалес провел 28 октября 2020 года в рамках третьего раунда Кубка Италии против «Виченцы». 10 декабря он вернулся в Испанию в футбольный клуб «Мирандес».
28 августа 2021 года Кристо вновь был отдан в аренду. Новым его клубом стал «Реал Вальядолид». В июле 2022 года новым клубом футболиста на предстоящий сезон стал «Спортинг Хихон».

### «Арока»
1 июля 2023 года Гонсалес заключил двухлетний контракт с клубом португальской Примейры «Арока».